# Comarca de Bocas del Toro
La comarca de Bocas del Toro fue una de las subdivisiones del Estado Soberano de Panamá y del Departamento de Panamá. La comarca dependía del departamento de Colón y se componía de las islas del archipiélago de Bocas del Toro (en la bahía de Almirante), la laguna de Chiriquí y de algunas aldeas o caseríos en el continente como Sixaola.
La comarca fue eliminada y convertida en distrito de la provincia de Colón por la Ley 47 de 1894.